# Курт Пфлюгбайль
Курт Леопольд Пфлюгбайль (нім. Kurt Leopold Pflugbeil; 9 травня 1890, Кенігштайн — 31 травня 1955, Геттінген) — німецький офіцер, генерал авіації. Кавалер Лицарського хреста Залізного хреста з дубовим листям.

## Біографія
Учасник Першої світової війни, командир 23-ї ескадрильї. Після демобілізації армії залишений у рейхсвері. 31 березня 1928 року був офіційно звільнений у відставку і направлений в СРСР (потім в Швецію і Італію) в секретне авіаційне училище.
Після повернення в Німеччину 1 квітня 1931 року знову прийнятий на службу. 1 липня 1933 року переведений в люфтваффе, які офіційно не існували, для чого знову був знову звільнений з армії. З 1 грудня 1933 року — начальник училища в Лехфельді, з 1 березня 1934 року — директор Центру великих висот Німецької метеослужби — під цією назвою в Лехфельді діяло секретне бомбардувальне училище (про його існування було оголошене 1 березня 1935 року). З 1 жовтня 1935 по 6 серпня 1939 року — інспектор бомбардувальної авіації, з 4 липня 1938 по 6 серпня 1938 року — виконувач обов'язків командира 4-ї авіадивізії.
З 7 серпня 1939 року — начальник 8-го, з 8 жовтня 1939 року — 6-го обласного авіаційного штабу для особливих доручень. З 24 червня 1940 року — начальник авіаційної області «Бельгія — Північна Франція». З 20 серпня 1940 по 3 вересня 1943 року — командир 4-го авіакорпусу. Бився у складі 3-го (Франція), з червня 1941 року — 4-го повітряного флоту (на радянсько-німецькому фронті). З 4 вересня 1943 року — командувач 1-м повітряним флотом, який діяв на північній ділянці радянсько-німецького фронту. 16 квітня 1945 року 1-й повітряний флот був перетворений на Командування ВПС «Курляндія» (штаб-квартира у Газенпоті).
10 травня 1945 року взятий у полон радянськими військами в Латвії. 8 червня 1950 року військовим трибуналом засуджений до 25 років таборів. 4 січня 1954 року переданий владі ФРН і звільнений.

## Звання
- Фанен-юнкер (1 серпня 1910)
- Фанен-юнкер-унтерофіцер (13 серпня 1910)
- Фенріх (7 листопада 1910)
- Лейтенант (23 листопада 1911)
- Оберлейтенант (21 жовтня 1915)
- Гауптман (1 квітня 1921)
- Ротмістр (1 жовтня 1926)
- Майор (1 листопада 1931)
- Оберстлейтенант (1 серпня 1934)
- Оберст (1 квітня 1936)
- Генерал-майор (1 січня 1939)
- Генерал-лейтенант (1 вересня 1940)
- Генерал авіації (1 лютого 1942)

## Нагороди

### Перша світова війна
- Залізний хрест 2-го класу (14 вересня 1914)
- Військовий орден Святого Генріха, лицарський хрест (21 липня 1915)
- Залізний хрест 1-го класу (7 жовтня 1916)
- Нагрудний знак військового пілота (Пруссія)
- Нагрудний знак пілота-спостерігача (Пруссія)
- Орден Альберта (Саксонія), лицарський хрест 2-го класу з мечами
- Орден Заслуг (Саксонія), лицарський хрест 2-го класу з мечами
- Королівський орден дому Гогенцоллернів, лицарський хрест з мечами

### Міжвоєнний період
- Почесний хрест ветерана війни з мечами (2 жовтня 1936)
- Медаль «За вислугу років у Вермахті» 4-го, 3-го, 2-го і 1-го класу (25 років) (1936) — одержав 4 медалі одночасно.
- Нагрудний знак спостерігача
- Медаль «У пам'ять 1 жовтня 1938» із застібкою «Празький град»

### Друга світова війна
- Застібка до Залізного хреста
  - 2-го класу (7 жовтня 1939)
  - 1-го класу (15 червня 1940)
- Нагрудний знак спостерігача (Румунія)
- Орден Михая Хороброго 3-го класу (Румунія) (19 вересня 1941)
- Лицарський хрест Залізного хреста з дубовим листям
  - Лицарський хрест (5 жовтня 1941)
  - Дубове листя (№ 562; 27 серпня 1944)
- Медаль «За зимову кампанію на Сході 1941/42»
- Комбінований Знак Пілот-Спостерігач в золоті з діамантами
- 4 рази відзначений у Вермахтберіхт
- Нарукавна стрічка «Курляндія»